# Passerelle de l'Homme de la Roche
La passerelle de l'Homme de la Roche est une passerelle franchissant la Saône à Lyon.

## Histoire

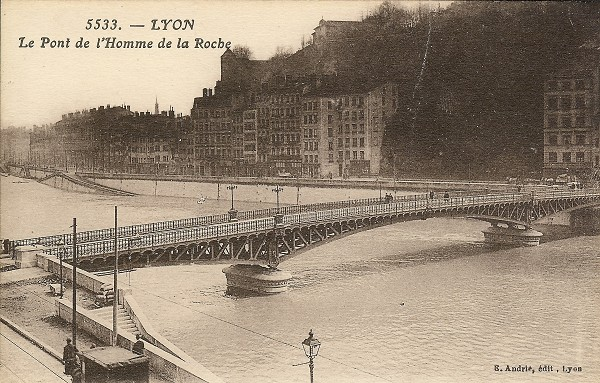
L'ancien pont, au début du XX.

Un pont est construit en 1911-1912 entre le quai Saint-Vincent et la place de l'Homme de la Roche. Long de 97 m, ce pont est constitué d'une chaussée de 5 m et de deux trottoirs de 1,25 m. C'est un pont à trois arches du type « cantilever » conçu par l'ingénieur Ernest Fabrègue.
En 1913, après le passage de la « Guillotine », tramway reliant Lyon à Neuville-sur-Saône, le quai Saint-Vincent s'effondre depuis le pont de Serin jusqu'au pont de l'Homme de la Roche. Cet effondrement est contenu par le pont qui, ainsi comprimé, prend en plan une légère forme en zigzag et voit dérailler ses appuis à rouleaux de la culée de la rive gauche. Il ne fut jamais réparé, ce qui explique sa détérioration progressive.

### Seconde Guerre mondiale
Il est le seul pont sur la Saône, avec la passerelle Saint-Vincent, à ne pas être détruit le 2 septembre 1944 par les forces allemandes (rappelons que chaque pont était miné sommairement à l'aide de bombes d'avion). Le pont de l'Homme de la Roche était gardé par un unique soldat muni d'un fusil mitrailleur. Au passage du dernier camion de l'armée en retraite, il devait déclencher la mise à feu et sauter dans le camion. Il pleuvait et les passants glissaient et dérangeaient les planches protégeant les cordons détonnants. Le soldat les remettait consciencieusement en place. Le lieutenant Joseph Laval, du groupe résistant Combat était non loin et, profitant de la pluie, fit mine de refaire ses lacets et tira juste ce qu'il faut les cordons pour qu'ils ne déclenchent pas la mise à feu.
Ce qui aida donc la 1re division française libre à entrer dans Lyon le 3 septembre 1944 pour libérer la ville.

## Remplacement par une passerelle
Comme le pont avait atteint un stade dangereux, le Grand Lyon se décida à le reconstruire. Il est démoli en 1986 et remplacé, en attendant la construction du nouveau pont, par une passerelle métallique provisoire, fabriquée au port de Villefranche-sur-Saône par l'entreprise La Chaudronnerie Beaujolaise de Régnié-Durette et acheminée par une barge. Mais ce pont ayant la particularité de joindre deux cul-de-sac, au pied d'un côté de la colline de la Croix-Rousse et de l'autre de celle de Fourvière, la reconstruction du pont est remise à plus tard et la passerelle provisoire pour piétons est toujours en place.

## Géologie
Gilbert Lamboley, maître d'œuvre de l'opération, découvrait lors des études géologiques pour le nouvel ouvrage que la Saône passait en fait dans une large fracture séparant Fourvière de Croix-Rousse. Cela explique le coude qui incurve le cours de la rivière de sa direction nord-sud vers l'est-nord-est (l'une des directions du système de fracturation du socle cristallin).

## Sources
- Cet article est partiellement ou en totalité issu de l'article intitulé « Ponts de Lyon » (voir la liste des auteurs).